# Bury Saints
I Bury Saints sono stati una squadra di football americano di Thetford, in Inghilterra, fondata nel 2013. Hanno vinto un titolo di seconda divisione (valido anche come Britbowl di categoria) nel 2016.
Hanno chiuso nel 2020.

## Dettaglio stagioni

### Tornei nazionali

#### Campionato

##### BAFA NL Premiership
| Stagione | regular season | regular season | regular season | regular season | regular season | regular season | playoff | playoff | playoff | playoff | playoff | playoff   | playoff    |
|          | Vin            | Par            | Per            | Tot            | PF             | PS             | Vin     | Per     | Tot     | PF      | PS      | risultato | avversaria |
| -------- | -------------- | -------------- | -------------- | -------------- | -------------- | -------------- | ------- | ------- | ------- | ------- | ------- | --------- | ---------- |
| 2017     | 2              | 0              | 8              | 10             | 164            | 357            | -       | -       | -       | -       | -       | -         | -          |
| 2018     | 0              | 0              | 10             | 10             | 49             | 380            | -       | -       | -       | -       | -       | -         | -          |
| Totale   | 2              | 0              | 18             | 20             | 213            | 737            | -       | -       | -       | -       | -       |           |            |

Fonti: Enciclopedia del Football - A cura di Massimo Mezzetti

##### BAFA NL National Division/BAFA NL Division One
| Stagione | regular season | regular season | regular season | regular season | regular season | regular season | playoff | playoff | playoff | playoff | playoff | playoff   | playoff          |
|          | Vin            | Par            | Per            | Tot            | PF             | PS             | Vin     | Per     | Tot     | PF      | PS      | risultato | avversaria       |
| -------- | -------------- | -------------- | -------------- | -------------- | -------------- | -------------- | ------- | ------- | ------- | ------- | ------- | --------- | ---------------- |
| 2014     | 5              | 0              | 5              | 10             | 174            | 231            | -       | -       | -       | -       | -       | -         | -                |
| 2016     | 9              | 1              | 0              | 10             | 378            | 116            | 3       | 0       | 3       | 99      | 26      | Campioni  | Edinburgh Wolves |
| Totale   | 14             | 1              | 5              | 20             | 552            | 347            | 3       | 0       | 3       | 99      | 26      |           |                  |

Fonti: Enciclopedia del Football - A cura di Massimo Mezzetti

##### BAFA NL Division Two
| Stagione | regular season | regular season | regular season | regular season | regular season | regular season | playoff | playoff | playoff | playoff | playoff | playoff                      | playoff        |
|          | Vin            | Par            | Per            | Tot            | PF             | PS             | Vin     | Per     | Tot     | PF      | PS      | risultato                    | avversaria     |
| -------- | -------------- | -------------- | -------------- | -------------- | -------------- | -------------- | ------- | ------- | ------- | ------- | ------- | ---------------------------- | -------------- |
| 2015     | 10             | 0              | 0              | 10             | 453            | 112            | 3       | 0       | 3       | 96      | 41      | Campioni Southern Conference | Bristol Apache |
| Totale   | 10             | 0              | 0              | 10             | 453            | 112            | 3       | 0       | 3       | 96      | 41      |                              |                |

Fonti: Enciclopedia del Football - A cura di Massimo Mezzetti

### Riepilogo fasi finali disputate
| Anno              | Luogo | Evento               | Fase del torneo            | Incontro                       | Risultato |
| 13 settembre 2015 |       | BAFA NL Division Two | Finale Southern Conference | Bury Saints - Bristol Apache   | 47 - 17   |
| 28 agosto 2016    |       | BAFA NL Division One | Britbowl                   | Edinburgh Wolves - Bury Saints | 13 - 21   |

## Palmarès
- 1 BritBowl/Titolo britannico di 2º livello (2016)